# Nam Hà Lâm Hà
Nam Hà là một xã thuộc huyện Lâm Hà, tỉnh Lâm Đồng, Việt Nam.

## Địa lý
Xã Nam Hà có vị trí địa lý:
- Phía đông giáp thị trấn Nam Ban
- Phía tây giáp xã Phi Tô và xã Đạ Đờn
- Phía nam giáp thị trấn Đinh Văn và huyện Đức Trọng
- Phía bắc giáp xã Mê Linh.

Xã Nam Hà có diện tích 23,06 km², dân số năm 2022 là 4.895 người, mật độ dân số đạt 212 người/km².

## Lịch sử
Ngày 31 tháng 12 năm 2002, Chính phủ ban hành Nghị định số 112/2002/NĐ-CP về việc thành lập xã Nam Hà trên cơ sở 2.345 ha diện tích tự nhiên và 4.103 nhân khẩu của thị trấn Nam Ban.